# Finlande au Concours Eurovision de la chanson 2024
 (avril 2025).
Motif : Cf. Discussion:Finlande au Concours Eurovision de la chanson 2025/Admissibilité
- Archive Wikiwix
- Bing
- Cairn
- DuckDuckGo
- E. Universalis
- Gallica
- Google
- G. Books
- G. News
- G. Scholar
- Persée
- Qwant
- (zh) Baidu
- (ru) Yandex
- (wd) trouver des œuvres sur Wikidata

| 1. | Préciser le motif de la pose du bandeau. | Précisez le motif de la pose du bandeau en utilisant la syntaxe suivante : {{admissibilité à vérifier\|date=avril 2025\|motif=remplacez ce texte par le motif}}                                                         |
| 2. | Informer les utilisateurs concernés.     | Pensez à avertir le créateur de l'article, par exemple, en insérant le code ci-dessous sur sa page de discussion : {{subst:avertissement admissibilité à vérifier\|Finlande au Concours Eurovision de la chanson 2024}} |

La Finlande est l'un des trente-sept pays participant au Concours Eurovision de la chanson 2024, qui se déroule à Malmö en Suède. Le pays est représenté par Windows95Man avec la chanson No Rules, sélectionnés via l'UMK 2024. Le pays termine à la 19e position lors de la finale, recevant un total de 38 points.

## Sélection
La Finlande confirme sa participation à l'Eurovision 2024 le 14 mai 2023, soit dans la foulée de l'édition précédente. Il est annoncé par la même occasion que la chanson serait choisie par le biais de l'Uuden Musiikin Kilpailu, comme c'est le cas annuellement depuis 2012.

### Format
Le format utilisé pour la sélection est le même que les quatre éditions précédentes : sept chansons participent et les résultats sont déterminés à 25% par les votes d'un jury de professionnels européens et à 75% par les votes du public finlandais.

### Participants
Les candidatures sont ouvertes sur le site officiel de Yle du 21 août au 24 août 2023. Pendant cette période, les artistes souhaitant concourir peuvent envoyer une démo de leur chanson. Au moins l'un des interprètes de la chanson doit avoir la nationalité finlandaise ou résider dans le pays. Au terme de la période de candidatures, ce sont 419 candidatures qui ont été reçues par le diffuseur, parmi lesquelles les sept finalistes sont sélectionnés.
La liste des participants est révélée par Yle le 10 janvier 2024. Les chansons sortent entre les 11 et 19 janvier 2024, à raison d'une par jour.
| Artiste                | Titre               | Langue            | Auteur(s) |
| ---------------------- | ------------------- | ----------------- | --- |
| Cyan Kicks             | Dancing with Demons | Anglais           | - Dan Lancaster - Elize Ryd - Niila Perkkiö - Sara Ryan - Susanna Alexandra                                      |
| Jesse Markin           | Glow                | Anglais           | - Jesse Markin - Totte Rautiainen                                                                                |
| Mikael Gabriel & nublu | Vox populi          | Finnois, estonien | - Aniachunamoso Nnebedum - Elias Hjelm - Markkus Pulk - Mikael Gabriel - Omar Aberkane - Teemu Juhani Javanainen |
| Sara Siipola           | Paskana             | Finnois           | - Emmi Hakala - Kaisa Korhonen - Mikko Koivunen - Sara Siipola                                                   |
| Sexmane                | Mania               | Finnois           | - Daniel Okas - Edward Maximilian Sene - Jussi "Jussifer" Karvinen - Santeri Kauppinen                           |
| Sini Sabotage          | Kuori mua           | Finnois           | - Aleksanteri Hulkko - Sini-Maria Makkonen - Sonny Kylä-Liuhala - Veikka Erkola - Vilma Virintie                 |
| Windows95Man           | No Rules            | Anglais           | - Henri Piispanen - Jussi Roine - Teemu Keisteri                                                                 |

### Finale
La finale a lieu le samedi 10 février 2024. Elle est présentée par le chanteur Benjamin Peltonen, participant à l'édition précédente, et les actrices Pilvi Hämäläinen et Viivi Pumpanen, ancienne Miss Finlande. L'émission est retransmise en direct de la Nokia Arena, à Tampere, d'une capacité de plus de 13 000 personnes. L'ordre de passage est révélé le 25 janvier 2024.
- Première place
- Deuxième place
- Troisième place
- Dernière place

| Ordre | Artiste                | Titre               | Jury (25 %) | Télévote (75 %) | Total | Place |
| ----- | ---------------------- | ------------------- | ----------- | --------------- | ----- | ----- |
| 1     | Sini Sabotage          | Kuori mua           | 38          | 27              | 65    | 7     |
| 2     | Cyan Kicks             | Dancing with Demons | 48          | 80              | 128   | 4     |
| 3     | Jesse Markin           | Glow                | 34          | 76              | 110   | 5     |
| 4     | Mikael Gabriel & nublu | Vox populi          | 42          | 136             | 178   | 3     |
| 5     | Sara Siipola           | Paskana             | 70          | 203             | 273   | 2     |
| 6     | Sexmane                | Mania               | 34          | 74              | 108   | 6     |
| 7     | Windows95Man           | No Rules            | 28          | 285             | 313   | 1     |

La treizième édition de l'Uuden Misiikin Kilpailu s'achève donc sur la victoire de Windows95Man avec sa chanson No Rules, qui représente donc son pays à l'Eurovision.

## À l'Eurovision
À l'Eurovision, la Finlande participe à la première demi-finale le 7 mai 2024. Y terminant 7e avec 59 points, le pays se qualifie en finale, où il termine 19e avec 38 points.